# Булбоака (станція)
Булбоака (рум. Gara Bulboaca) — залізнична станція Молдовської залізниці на лінії Бендери I — Ревака. Розташована в однойменному селі Аненій-Нойського району Молдови.

## Історія
За деякими даними, перший поїзд прибув на станцію Булбоака 15 серпня 1871 року. За іншими, рух поїздів на Тираспольсько-Кишинівському напрямку було відкрито 28 серпня 1871 року. Це був перший поїзд, що прибув з Одеси до Кишинева. Ця подія поклала початок функціонуванню залізниць Бессарабії.

## Пасажирське сполучення
На станції зупиняється єдиний регіональний поїзд сполученням Кишинів . До 17 березня 2020 року на станції здійснювався митний контроль в пасажирському потязі № 66/65 «Співдружність» сполученням Москва — Кишинів.
| Рух пасажирських поїздів по станції Булбоака | Рух пасажирських поїздів по станції Булбоака | Рух пасажирських поїздів по станції Булбоака                                                                  | Рух пасажирських поїздів по станції Булбоака                                    |
| Міждержавне сполучення                       | Міждержавне сполучення                       | Міждержавне сполучення                                                                                        | Міждержавне сполучення                                                          |
| №                                            | Маршрут сполучення                           | Проміжні станції                                                                                              | Періодичність курсування                                                        |
| Внутрішньодержавне сполучення                | Внутрішньодержавне сполучення                | Внутрішньодержавне сполучення                                                                                 | Внутрішньодержавне сполучення                                                   |
| -------------------------------------------- | -------------------------------------------- | --- | ------------------------------------------------------------------------------- |
| 803                                          | Бендери III — Кишинів                        | Ревака | Щоденно, крім неділі                                                            |
| 804                                          | Кишинів — Бендери III                        | Ревака | Щоденно, крім суботи                                                            |
| Колишній поїзд міждержавного сполучення      |                                              | |                                                                                 |
| 66/65 «Співдружність»                        | Кишинів — Москва                             | Тирасполь, Подільськ, Вапнярка, Жмеринка, Вінниця, Київ, Конотоп, Навля, Брянськ, Сухиничі-Головні, Калуга II | Скасований з 17 березня 2020 року, через розповсюдження захворювань на COVID-19 |